# نوزادماهی فربه
نوزادماهی فربه (نام علمی: Schindleria brevipinguis) نام یک گونه از سرده نوزادماهی است.